# Emeis

Ancien logo.

Emeis, anciennement nommé Orpea, est un groupe français fondé en 1989.
L'entreprise couvre cinq métiers liés aux soins à la personne avec les cliniques psychiatriques, les cliniques de soins médicaux et de réadaptation, les maisons de retraite, les services et soins à domicile et les résidences services.
Le groupe est introduit en bourse en 2002 et connaît une croissance rapide. Emeis compte, à fin 2024, au total 1 051 établissements (maisons de retraites, cliniques, résidences services...) opérant un total de 94 455 lits toutes activités confondues, contre 1 031 établissements pour 93 470 lits à fin 2023, dans plus de 20 pays, principalement en Europe, mais aussi en Chine.
En France, il est leader du marché des Ehpad privés, devant Korian.
Après des révélations en 2022 sur des actes de violences graves contre des personnes vulnérables,,, le groupe fait face à plusieurs procédures pénales. Des méthodes de gestion brutales et les maltraitances induites ont été mises en cause.
La direction d'Orpea est également accusée d'avoir détourné des fonds publics censés bénéficier aux personnes âgées.
Le groupe, apprécié par les financiers pour sa belle rentabilité, chute en bourse et doit entreprendre une restructuration financière.
Sous le contrôle de nouveaux actionnaires menés par la Caisse des dépôts et consignations, Orpéa est placé sous procédure de sauvegarde en mars 2023.
Le groupe change de nom en 2024 et devient « Emeis » afin d'essayer d'améliorer son image.

## Historique
En 1989, le docteur Jean-Claude Marian (d) crée Orpea, entreprise spécialisée dans les maisons de retraite.
En 1999, Orpea se diversifie dans les maisons de convalescence et les cliniques psychiatriques avec Clinea.
En 2002, le groupe est introduit en bourse. En 2003, Orpea achète 29,3 % de son concurrent Medidep.
En 2011, la famille Peugeot devient actionnaire d'Orpea (devenu depuis Emeis), dont les marges de rentabilité sont jugées excellentes.
Jusqu'en 2014, Orpea était le 1er exploitant privé français de maisons de retraite, année de la fusion-absorption du groupe Medica par le groupe Korian, principal concurrent d'Orpea devenu depuis leader français et européen.

### Développement international
En 2015, Orpea acquiert SeneCura Gruppe (de) en Autriche qui développe, dans une vingtaine de ses établissements, des synergies avec des écoles maternelles et des salons de coiffure qui lui versent un loyer. Ce modèle est ensuite développé en Suisse et en Allemagne.
En 2017, Orpea acquiert le groupe Anavita en République tchèque spécialisé dans les maisons de retraite médicalisées. Orpea poursuit son internationalisation avec l'ouverture de 1 000 lits au Portugal et 2 000 lits au Brésil en partenariat avec le groupe SIS.
En 2018, le groupe acquiert des sociétés aux Pays-Bas.
En 2019, Orpea investit en Amérique latine avec l'achat de 50 % de Senior Suites au Chili, de 20 % de Brasil Senior Living au Brésil et d'un établissement en Uruguay.
En 2020, après le rachat du groupe Sinoué, Orpea poursuit le renforcement de son offre de soin en santé mentale en France et acquiert le groupe Clinipsy,. La même année, le groupe s’implante également en Irlande avec l’acquisition du groupe TLC et de 50 % du capital de  Brindley Healthcare, acteurs dans les maisons de retraite, et devient ainsi le deuxième acteur en Irlande,.
Début janvier 2022, un livre, Les Fossoyeurs de Victor Castanet, révèle que des milliers de personnes âgées sont violentées et souffrent de la faim,. À la suite de ce scandale,, Orpea voit son cours de bourse chuter de manière importante et son endettement s'aggraver.

### Recapitalisation de la société
Le 1er février 2023, à quelques semaines d'une procédure de redressement judiciaire, Orpea est repris par la Caisse des dépôts et consignations avec CNP Assurances, la MACSF et la MAIF,.
Fin mars 2023, le tribunal de commerce de Nanterre ordonne le placement d'Orpea en procédure de « sauvegarde accélérée ».
En juillet 2023, le tribunal de commerce de Nanterre donne son accord au plan de sauvegarde du géant des maisons de retraite qui prévoit notamment la transformation de 3,8 milliards d’euros de dettes des créanciers non sécurisés en actions. La dette nette d’Orpea sera ainsi réduite de 60 %.
Le 13 novembre 2023, Orpea annonce le lancement d'une augmentation de capital à hauteur de 3,9 milliards d'euros dans l'optique d'effacer une partie de sa dette. À l'issue de cette opération, un groupement mené par la Caisse des dépôts avec la Maif, CNP et MACSF détiendra 50,2 %, les créanciers 49,4 % et les actionnaires actuels, s'ils décident de ne pas participer aux augmentations de capital, auront 0,4 %.
Au premier trimestre 2024, Orpea annonce un regroupement d'actions, sur la base d'une action nouvelle pour 1 000 anciennes.

### Changement de nom
Le nom Orpea est un sigle composé des valeurs affichées du groupe : Ouverture, Respect, Présence, Écoute, Accueil. En mars 2024, Orpea change de nom pour devenir Emeis (qui signifie « Nous » en grec), pour « marquer une nouvelle étape de sa refondation », deux ans après le scandale de la révélation des pratiques de son ancienne direction, et se dote d'un nouveau slogan présenté comme nouvelle raison d'être : « Ensemble, soyons force de vie des plus fragiles ». Le changement de nom intervient dans  une période où la « marque était très abîmée » et cherche à effacer les scandales dans les mémoires.

## Activités
- Maisons de retraite médicalisées ou EHPAD privés, résidences services seniors ;
- Cliniques de soins de suite et de réadaptation, cliniques psychiatriques, sous l'enseigne Clinea ;
- Services à la personne sous forme d'aide à domicile à travers les réseaux d'agences Domidom et Adhp Services.

### Établissements

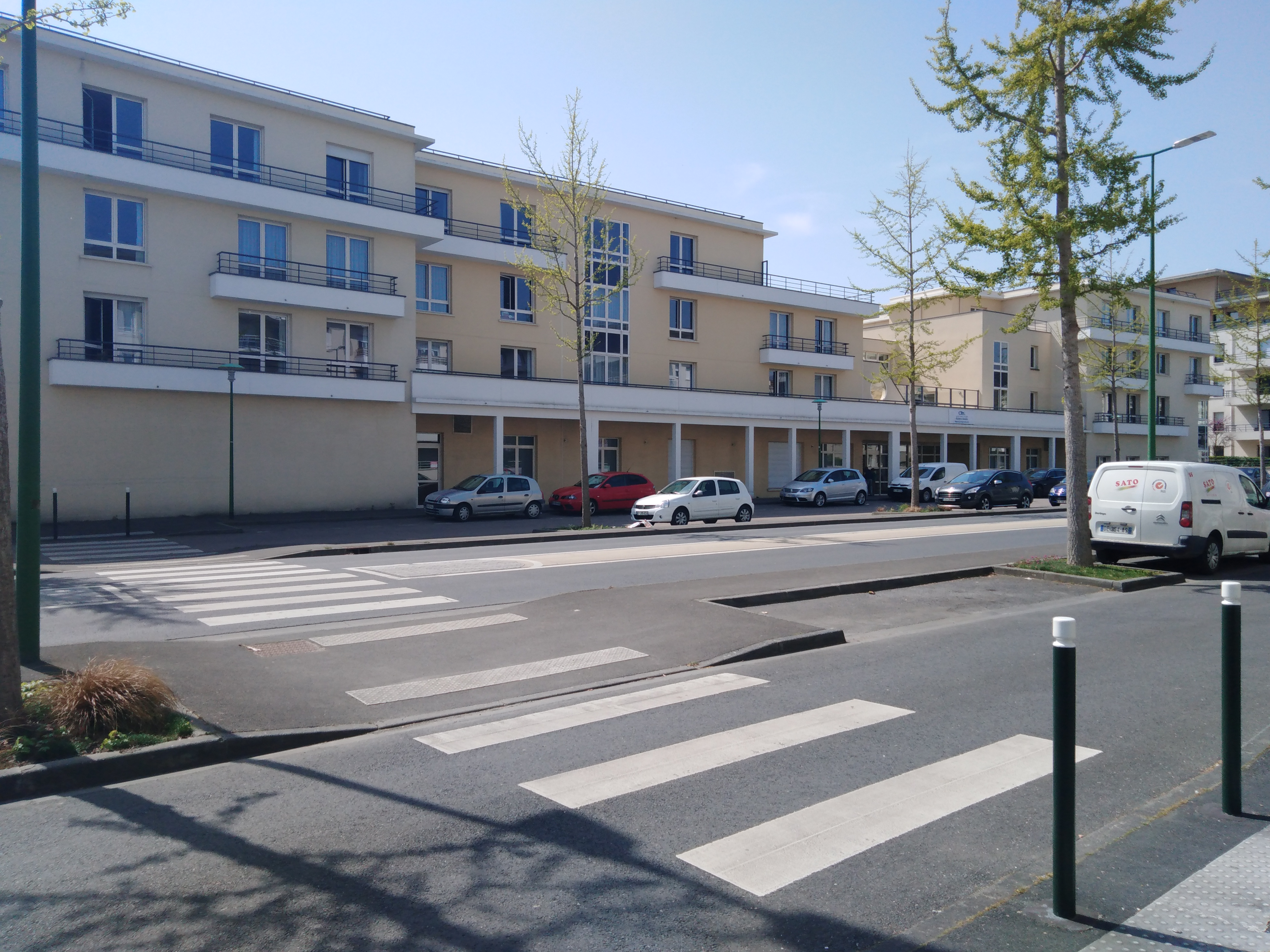
EHPAD Orpea Beaulieu, à Caen.

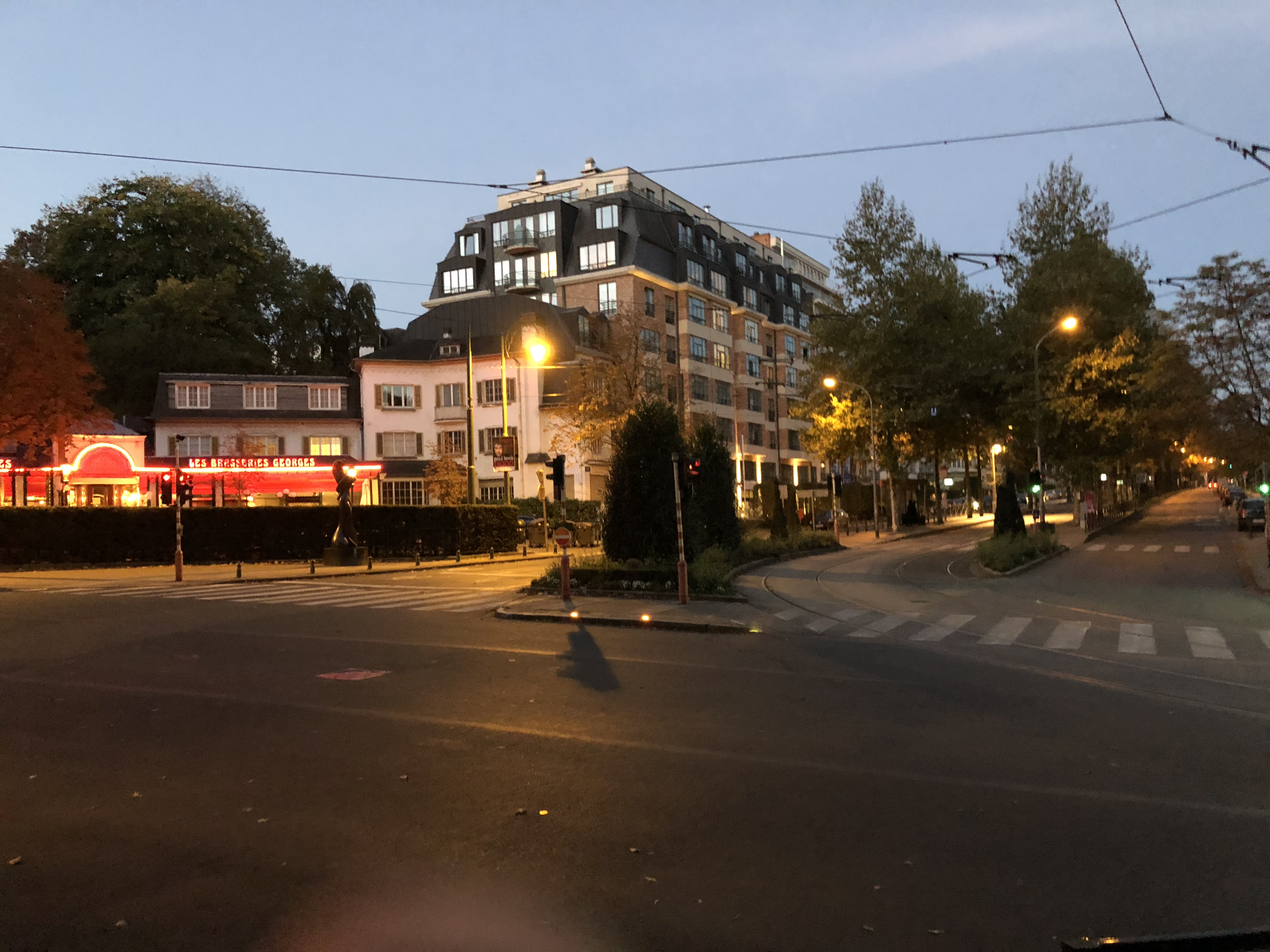
Avenue Winston Churchill, Uccle (Belgique), au centre, la Résidence Orpea Le Domaine Churchill Senior Resort.

En décembre 2022, Orpea possède 992 établissement et 90 860 lits en France dont 358 en France.

### Chiffres clés
|                                                     | 2017   | 2018   | 2019   | 2020   | 2021   | 2022     | 2023,   | 2024    |
| --------------------------------------------------- | ------ | ------ | ------ | ------ | ------ | -------- | ------- | ------- |
| Chiffre d'affaires (CA)                             | 3 138  | 3 419  | 3 740  | 3 922  | 4 299  | 4 681    | 5198    | 5636    |
| Résultat d'exploitation                             | 394    | 428    | 504    | 423    | 396    | -49,0    | -16     | 2       |
| Marge opérationnelle (Résultat d'exploitation / CA) | 12,6 % | 12,5 % | 13,5 % | 10,8 % | 9,20 % | -1,05 %  | -0,31 % | 0,04 %  |
| Résultat net                                        | 89,8   | 220    | 232,8  | 160    | 65,2   | -4 027   | 1355    | -412    |
| Marge nette (Résultat net / CA)                     | 2,86 % | 6,44 % | 6,25 % | 4,08 % | 1,52 % | -86,03 % | 26,06 % | -7,31 % |

En avril 2020, le groupe annonce qu'il ne versera pas de dividende au titre de l’exercice 2019 dans le contexte de crise sanitaire de la pandémie de Covid-19. Lors du premier semestre 2021, le bénéfice net d'Orpea est en hausse de 40 % à 102,4 millions d'euros tandis que le chiffre d'affaires augmente de 8,7 % à 2,07 milliards d'euros.
Sur l'ensemble de l'année 2021, avant d'être affectée par la polémique visant ses méthodes de gestion, Orpea affiche une hausse de son chiffre d'affaires de 9,2 % à 4,285 milliards d'euros.

### Actionnariat
Jean-Claude Marian, son fondateur, a progressivement vendu sa participation. Une première fois en 2013 en vendant 15 % du capital à l'Office d'investissement du régime de pensions du Canada puis il solde ses derniers titres en janvier 2020.
Au 21 novembre 2020 les actionnaires qui détiennent plus de 5 % du capital sont l'Office d'investissement du régime de pensions du Canada (14,5 %) et la holding Peugeot Invest (5,05 %). La société de gestion d'actifs Mirova (filiale de Natixis Investment Managers) est avec 3,9 % le troisième actionnaire.
Le 24 janvier 2022, à la suite de l'annonce de la parution du livre-enquête Les Fossoyeurs de Victor Castanet, le groupe Orpea voit le prix de son action chuter de 19 % en bourse. Orpea demande que son cours de bourse soit suspendu pour la journée du lendemain,. Malgré cette suspension temporaire, l'action Orpea continue sa chute : deux jours plus tard, le 27 janvier 2022, celle-ci a déjà perdu plus de la moitié de sa valeur.
Le 4 février 2022, Élise Lucet, animatrice de l'émission Cash Investigation de France 2, annonce la diffusion dans les semaines suivantes d'une enquête effectuée sur plus d'un an dans les EHPAD privés promettant de nouvelles révélations, ceux gérés notamment par les groupes Orpea, Korian et DomusVi. Le jour même, le cours des titres des sociétés Orpea et Korian chutent respectivement de 12,44 % et de 16,81 %.
Orpea affiche la plus forte baisse de l'indice SBF 120 en 2022, ayant perdu plus de 90 % de sa capitalisation.
Le 1er février 2023, à l'issue de la prise de contrôle, le groupement mené par la Caisse des dépôts et consignations détient 50,2 % du capital d'Orpea, les créanciers 49,4 %, les actionnaires actuels subissent une dilution massive à 0,4 % s'ils ne participent pas à l'augmentation de capital qui leur reste ouverte,,.

### Parc immobilier
Début 2022, le parc immobilier d'Orpea est évalué à 7,4 milliards d'euros. Selon un rapport du Centre pour la recherche et la responsabilité fiscale des entreprises (Cictar) mandaté par les syndicats CGT et CFDT, le groupe multiplie dans un objectif de spéculation immobilière les structures intermédiaires inutiles, dont nombre sont situées dans des  paradis fiscaux, notamment des sociétés situées au Luxembourg et aux îles Vierges britanniques. L'entreprise aurait en toute légalité utilisé des fonds publics et les revenus provenant de ses maisons de retraite pour se constituer un vaste patrimoine immobilier. Selon cette analyse, la revente ultérieure des actifs immobiliers aboutirait à surenchérir les charges des EHPAD par le biais des loyers, sans diminuer l'endettement, au détriment des effectifs et des salaires, et donc de la qualité des soins,.

### Endettement
En 2022, le directeur général Laurent Guillot explique que « l’entreprise est trop endettée en raison du développement international et immobilier mené à un rythme effréné, à l’initiative de l’ancienne direction générale ». L'entreprise, qui accuse une perte nette de 269 millions d’euros sur les six premiers mois de l’année 2022, doit réaliser une procédure de conciliation amiable auprès de ses banques pour assurer son financement, puis se place une nouvelle fois sous la protection de la justice pour renégocier sa dette. Fin 2022, la dette du groupe est de 9,5 milliards d'euros, mais les négociations entre les créanciers et le consortium de nouveaux investisseurs, emmené par la Caisse des dépôts et consignations (CDC), sont dans l'impasse au milieu du mois de janvier 2023.
Le 1er février 2023, les négociations sont concluantes, le groupe est repris par la CDC avec CNP Assurances, la MACSF et la MAIF, Orpea efface une partie de sa dette à hauteur de 1,55 milliard d'euros (accord de principe prévoit d'effacer 3,8 milliards d'euros de dettes du groupe sur un total de 9,5 milliards, en les convertissant en capital),. Orpea a fait appel à de multiples conseils juridiques et financiers pour élaborer un plan de restructuration, pour un coût de 85 millions d’euros.

### Salariés
En novembre 2018, en se fédérant, les syndicats de plusieurs pays européens tentent de contraindre Orpea d’améliorer les salaires et des conditions de travail.
En mars 2022 des salariés se sont rassemblés devant le siège social d'Orpea à La Défense pour dénoncer les conditions de travail et la mauvaise qualité des soins apportés aux résidents. Une participante dénonce « L’argent de la Sécurité sociale doit aller à la bientraitance des résidents et des salariés, pas aux actionnaires, et c’est le contraire qui se passe ».
En octobre 2022, une dizaine de salariées non syndiquées du réseau d'aide à la personne Domidom, des aides ménagères et des auxiliaires de vie, font une grève de 45 jours avant d'obtenir une revalorisation salariale de 9 %, une augmentation de l'indemnité kilométrique de 0,31 à 0,45 €, la création d'un régime de prévoyance et l'ouverture de négociations pour le versement d’une indemnité repas, mesures applicables à l'ensemble des salariées de cette filiale d'Orpea.
En 2023 Orpea emploie 76 000 personnes.

## Gouvernance

### Conseil d'administration
- Président du Conseil d'administration : Guillaume Pepy[64],[65].

### Directeur général
- Directeur général : Laurent Guillot

### Ex-dirigeants
- Jean-Claude Marian : c'est le fondateur du groupe (en 1989). Il en est président de 1989 à 2016. Il demeure président d’honneur après sa démission, à l’âge de 78 ans en 2017, à cette date il figure dans le classement des 500 plus grandes fortunes de France[66].

- Jean-Claude Brdenk : d'abord directeur général délégué chargé des opérations (jusqu'en janvier 2021), il a quitté le groupe avec une indemnité de départ (votée en 2021) de 2,5 millions d'euros brut. Rémunération 2016 : 1 084 000 euros, dont 640 000 euros pour la part fixe, 355 200 euros pour la part variable et 88 800 euros pour la part exceptionnelle. En 2022 et 2023, il est cadre dirigeant du groupe Bastide Le Confort Médical[66].

- Yves Le Masne : il est directeur général durant 12 ans (de 2010 au 29 janvier 2022). Il est membre du conseil d'administration d'Orpea (de 2006 à février 2022). Il est embauché par Orpea  en 1993 comme contrôleur de gestion, avant de devenir responsable du contrôle de gestion. En 1998, il devient le directeur administratif et financier du groupe. Au total, il a passé vingt-huit ans dans le groupe, avant son éviction début 2022.
Une enquête préliminaire pour délit d'initié a été ouverte contre lui en février 2022 par le parquet national financier (PNF), après que Le Canard enchaîné ait révélé qu'Yves Le Masne a revendu 5 456 actions Orpea pour une valeur de 580 000 euros en juillet 2021, peu avant la parution de l'enquête Les Fossoyeurs du journaliste indépendant Victor Castanet en février 2022[67] (publication qui a fait chuter la valeur de ces actions de 60 %). 
Le montant de sa rémunération (1,2 million d'euros annuels et 740 000 euros d'actions gratuites) et surtout ses indemnités de départ (2,4 millions d'euros) ont été vivement contesté par les députés de la Commission des affaires sociales de l’Assemblée nationale, lors des auditions menées en février 2022 après la polémique, sachant que le montant versé « est prélevé intégralement, comme tous les salaires des cadres du personnel de direction et des frais de siège, sur la section hébergement », c'est-à-dire payé par les résidents[68].
- Philippe Charrier : nommé président du conseil d'administration en 2017, puis président-directeur général en janvier 2022 après le limogeage d'Yves Le Masne à la suite de la parution du livre Les Fossoyeurs de Victor Castanet[69],[70]. Il quitte son poste à l'issue de l'assemblée générale en juillet 2022.

## Scandales

### Espionnage de salariés
L'affaire est dévoilée en 2012 par le magazine L'Expansion. Fin 2014, la Confédération générale du travail (CGT) dépose une plainte contre X auprès du parquet de Paris, dénonçant « un système visant à infiltrer le syndicat » : trois comédiens professionnels avaient été embauchés en 2010 comme brancardier ou agent d'entretien et envoyés en observation sur les sites de L'Haÿ-les-Roses, Andilly et Lyon dans le cadre d'un contrat passé avec la société de renseignements privée GSG, afin d'espionner les salariés de ces trois établissements, notamment ceux syndiqués. Le groupe propose un accord secret à la CGT en février 2015, comprenant des améliorations des conditions de travail des salariés et dont le coût est estimé à quatre millions d'euros pour Orpea, rapporte Mediapart ; il est finalement refusé.

### 2015, accusation de maltraitance
La presse rapporte à plusieurs reprises des mauvaises conditions d'accueil des personnes âgées dans des établissements Orpea, en raison notamment d'un sous-effectif de personnel soignant et d'une logique de rentabilité incompatible avec une prise en charge correcte des pensionnaires.
En 2015, vingt-huit familles de pensionnaires de l'établissement d'hébergement pour personnes âgées dépendantes (EHPAD) « Le Village », à Boissise-le-Roi (Seine-et-Marne), écrivent à Marisol Touraine, la ministre française de la Santé, au préfet de Seine-et-Marne, au directeur départemental de la concurrence et de la répression des fraudes ainsi qu'au procureur de la République pour émettre un « signalement pour maltraitance par négligence active et passive », estimant que la qualité de la prise en charge des résidents « s'est détériorée » depuis le rachat de l'établissement par Orpea en 2013. Les familles pointent essentiellement un manque de personnel.

### 2016 et 2017, allégations de maltraitance et de mauvaises conditions de travail
Au Mans, en novembre 2016, des salariés de l'établissement « Les Sablons » pointent des conditions de travail « exécrables » débouchant sur une dégradation de la qualité de service, depuis l'arrivée d'une nouvelle direction en mai 2015. Ils citent des attitudes méprisantes, des cas de harcèlement, des arrêts maladie, des démissions et plusieurs licenciements pour faute grave.
En décembre 2016, France 3 Alsace fait état de soupçons de maltraitance dans la maison de retraite de l'Aar, située à Schiltigheim. Des membres du personnel et des familles témoignent d'un manque récurrent de personnel, conduisant notamment à ce que les protections des personnes âgées ne soient parfois changées qu'une seule fois par jour, à ce que des pansements ne soient changés qu'une seule fois par semaine, à ce que des résidents tombés au sol tardent à être relevés ou à ce que des résidents ne puissent pas manger, faute d'aide. La direction de l'établissement nie tout dysfonctionnement.
Cinq réclamations et sept signalements conduisent l'agence régionale de santé à diligenter une inspection de l'EHPAD en décembre 2015. L'agence remarque que 12 directeurs se sont succédé dans l'établissement en six ans.
À Niort, en 2016 et 2017, l'EHPAD de Sevret est l'objet de critiques de salariés et de familles, qui dénoncent un turn-over important (licenciement, démissions, etc.), un manque de personnel chronique et la maltraitance de résidents,,.
À Échillais (Charente-Maritime), une partie du personnel de l'EHPAD se met en grève en juillet 2017 et pointe, de concert avec des résidents et familles de résidents, des cas de maltraitance et une dégradation des conditions de prise en charge des personnes âgées, conséquence d'un manque de personnel ; des salariés évoquent aussi des faits de harcèlement moral à leur égard.

### 2018, un système économique à la source de mauvais traitements
En janvier 2018, le site Mediapart pointe de nombreux dysfonctionnements dans l'EHPAD « Les Bords de Seine » à Neuilly-sur-Seine. Les résidents, les proches de résidents, et les salariés dénoncent le manque récurrent de personnel et une politique d'économie « de bouts de chandelle » sur le matériel (couches, gants, etc.) et les denrées alimentaires qui aboutissent à de mauvais traitements (douches rares, résidents couverts de leur urine, etc.) et à des cas de dénutrition et de déshydratation chez les résidents, ainsi qu'à un fort turn-over. Ces faits ont fait l'objet de plusieurs signalements par des familles à l'agence régionale de santé. Mediapart souligne néanmoins que ces problèmes ne sont pas propres à l'établissement, touchant de nombreux EHPAD en France.
En septembre 2018, le magazine Envoyé spécial (magazine hebdomadaire de la rédaction de France 2) diffuse un reportage réalisé par Julie Pichot dédié aux conditions d'hébergement et de prise en charge des personnes âgées dépendantes dans les EHPAD privés à but lucratif, en particulier des groupes Korian et Orpea. Le reportage dénonce, témoignages de familles de résidents et d'employés à l'appui, un manque régulier de personnel (d'aides-soignants notamment), une prise en charge médicale insuffisante et une chasse aux coûts notamment dans le budget par résident alloué aux repas, tandis que le groupe Orpea dégage 89 millions d'euros de bénéfice en 2017,.
Interrogé en juin 2018, Yves Le Masne, directeur d'Orpea, répond notamment : « il y a aujourd'hui 87 % des familles qui nous recommandent » et « notre premier souci, ce sont nos résidents et nos salariés ».
Selon le magazine Télérama, le groupe Orpea a voulu empêcher, en 2018, la diffusion du reportage de Julie Pichot dans Envoyé spécial en introduisant un référé, qui est rejeté par le tribunal de grande instance de Nanterre le jour même de sa diffusion.

### 2021, enquête préliminaire du parquet national financier
Le dossier trouve son origine dans le rachat d'une maison de retraite indépendante par Orpea en 2008, dans les Bouches-du-Rhône. La transaction, d’un montant de près de neuf millions d’euros, aurait été réalisée via des intermédiaires, détenteurs de sociétés à l'étranger, dans le but d'alléger l'imposition des vendeurs. Les enquêteurs suspectent également l'existence de rétrocommissions, pour un montant de deux millions d'euros,. Les soupçons portent sur des aspects fiscaux notamment pour complicité de fraude fiscale et blanchiment d'argent aggravé. Le parquet de Marseille avait initié cette affaire à la suite d'une plainte de l'administration fiscale, en ouvrant une enquête préliminaire pour fraude fiscale, complicité de fraude et blanchiment aggravé. Début 2017, le parquet de Marseille se dessaisit du dossier au profit du parquet national financier. En octobre 2021, Orpea fait l'objet d'une enquête préliminaire de la part du parquet national financier et une perquisition de son siège social est ordonnée.

### 2022, maltraitances et optimisation des profits
Le journaliste indépendant Victor Castanet publie le résultat de trois années d'enquête dans son ouvrage Les Fossoyeurs publié chez Fayard le 26 janvier 2022. Et selon Mediapart, la filiale "cliniques psychiatriques" d'Orpea (Clinea, qui serait en 2022 la branche la plus rentable d’Orpea), est gérée avec les mêmes méthodes de soins et de management que celles d'Orpea ; profitant des « largesses de l’assurance maladie, tout en facturant un « confort hôtelier » hors de prix aux patients ».

#### Différents volets de l'alerte
Ce livre-enquête décrit un certain nombre de problèmes éthiques et sanitaires : une obsession de la rentabilité, des comportements négligents, des méthodes managériales contestables, des actes de discrimination syndicale, une troublante proximité avec des hauts fonctionnaires et des élus, en particulier Xavier Bertrand, ministre de la Santé puis des Affaires sociales de 2005 à 2009, et la pratique de rétrocommissions et de marges arrière dans ce secteur médicosocial, en particulier un de ses fournisseurs principaux, le groupe Bastide Le Confort Médical.
Une alerte lancée le 9 octobre 2014 par l'ancien ministre de la santé Claude Évin, alors directeur de l'agence régionale de santé d'Île-de-France, a dénoncé les procédés similaires du groupe Korian auprès de Laurence Rossignol, secrétaire d'État chargée de la Famille, de l'Enfance, des Personnes âgées et de l'Autonomie, cette alerte est restée sans aucune suite administrative,.
Deux jours avant la publication de l'ouvrage, le quotidien Le Monde publie les "bonnes feuilles" de l'ouvrage de Victor Castanet. La famille de Françoise Dorin témoigne de comportements négligents envers la comédienne. Mediapart dénonce simultanément des irrégularités dans l'établissement des CDD : des employés fictifs sont mentionnés à la place de la personne en CDI que le CDD est censé remplacer. Le groupe dément.
Le 30 janvier 2022, plusieurs familles de résidents annoncent vouloir intenter une action collective en justice contre le groupe Orpea. Celle-ci est menée par l'avocate Sarah Saldmann.

#### Réactions des pouvoirs publics
Le 26 janvier 2022, la ministre déléguée chargée de l'autonomie, Brigitte Bourguignon, annonce que le gouvernement lance une enquête administrative et réclame « des explications ». Les deux dirigeants du groupe (le nouveau PDG, Philippe Charrier et le DG pour la France, Jean-Christophe Romersi) sont convoqués par le gouvernement à un entretien le 1er février.
Le 27 janvier 2022, dans la soirée, France Info annonce que : les agents de l'agence régionale de santé d'Île-de-France, ont passé la journée à inspecter l'établissement « Les Bords de Seine » à Neuilly-sur-Seine (Hauts-de-Seine), dans lequel de nombreux dysfonctionnements sont mis en lumière par l'enquête de Victor Castanet.
Le 1er février 2022, à l'issue de l'entretien entre les dirigeants d'Orpea et Brigitte Bourguignon, la ministre dénonce sur LCI le « cynisme pur » de la direction du groupe, elle rapporte qu'ils « ne se remettent pas en question, ont l’air de dire qu’ils ont des explications pour tout, des preuves pour tout »,. En réaction, Brigitte Bourguignon annonce l'ouverture de deux enquêtes administratives confiées à l'IGAS et à l'IGF pour le volet financier,, et une large consultation des représentants des familles, élus départementaux, acteurs du secteur et partenaires sociaux.
La commission des Affaires sociales de l'Assemblée nationale auditionne : 
- Le 2 février 2022, Philippe Charrier, PDG du groupe Orpea, et son directeur général France, Jean-Christophe Romersi[103]. Les membres de la commission se disent « outrés » et « déçus » de ne pas avoir reçu les réponses aux nombreuses questions qu'ils ont posées sur les informations contenues dans le livre-enquête de Victor Castanet[104].

- Le 9 février 2022, Amélie Verdier, directrice générale de l'agence régionale de santé Île de France et Victor Castanet, auteur de l'ouvrage Les Fossoyeurs sur la situation dans certains établissements du groupe Orpea.

- Le 15 février 2022, Élodie Marchat, directrice générale adjointe du pôle Solidarités du conseil départemental des Hauts-de-Seine.

- Le 16 février 2022, Jean Claude Brdenk, ancien directeur général délégué chargé de l'exploitation et du développement du groupe Orpea. Annie Prévot, directrice de l'agence du numérique en santé, et Laura Létourneau, déléguée ministérielle à l'agence du numérique en santé, sur les mutations de notre système de santé. Thomas Fatome, directeur général de la Caisse nationale de l'assurance maladie (CNAM), sur les mutations de notre système de santé. Sophie Boissard, directrice générale du groupe Korian et Nicolas Mérigot, directeur général France.

- Le 17 février 2022 auditions sur la situation dans certains établissements du groupe Orpea : tables rondes avec des familles de résidents en établissement, avec des associations de familles de personnes âgées et avec des avocats.
- Le 23 février 2022, Jean Claude Marian, fondateur et président d’honneur du groupe Orpea. À cette occasion, il a contesté la « caricature » de son entreprise, faite selon lui dans le livre de Victor Castanet dénonçant des manquements et des maltraitances dans ses EHPAD[105].
- Le 9 mars 2022, Yves Le Masne, ancien directeur général du groupe Orpea[106].

Le 26 mars 2022, une inspection administrative confirme une partie des accusations du livre Les Fossoyeurs sur des « dysfonctionnements graves » au sein du groupe Orpea. L'État porte plainte « sur la base de l’article 40 du code de procédure pénale qui oblige toute autorité à signaler des faits délictueux dont elle aurait connaissance et va demander le remboursement du trop perçu de dotations publiques,. Le pré-rapport de l'IGF et l'IGAS établi sur la période 2017-2020 est accablant pour le groupe Orpea: 20 millions d'euros d'excédent sur les crédits publics servant à rémunérer des postes de soignants ; 50,6 millions d'euros imputés sur les crédits publics au lieu d'un financement privé pour du personnel non soignant faisant fonction de soignant ; 18 millions d'euros de marges arrière sur des achats payés avec les crédits publics. Le gouvernement se retranche initialement  derrière le « secret des affaires » pour  ne pas divulguer le rapport d’enquête que l'IGF et l'IGAS lui ont remis,, puis en publie une version expurgée de quelques chiffres et noms d’entreprises le 5 avril 2022,. Le document est sévère et confirme les faits dévoilés par Victor Castanet dans son livre et décrit un « système d’optimisation des coûts » à tous les niveaux au détriment de la qualité des soins. Les différents dysfonctionnements du groupe Orpea , qui compte 200 EHPAD en France, conduisent à la dégradation du bien-être des résidents, selon le rapport commandé par le gouvernement.

#### Réactions du groupe Orpea
Le groupe Orpea dans un communiqué de presse daté du 24 janvier 2022 dénonce une enquête à charge,, conteste formellement l'ensemble de ces accusations, et annonce avoir saisi ses avocats au sujet d’éventuelles suites judiciaires,.
Victor Castanet affirme avoir fait l'objet d'un certain nombre de pressions et de menaces de la part du groupe, et qu'un intermédiaire lui aurait proposé une somme de 15 millions d'euros à la moitié de son enquête pour qu'il ne publie pas, offre qu'il a refusée,.
Après l'annonce de la parution du livre-enquête et une suspension de vingt-quatre heures de la cotation de l'action du groupe à la Bourse de Paris, celle-ci chute de 52 % du 24 janvier 2022 au 27 janvier 2022,.
À la suite de la parution du livre-enquête de Victor Castanet, Orpea annonce dans un communiqué de presse « mandater immédiatement deux cabinets reconnus pour leur confier une mission indépendante d’évaluation sur l’ensemble des allégations rapportées dans ce livre ». Les cabinets mandatés sont Grant Thornton International et Alvarez et Marsal (en).
Le 30 janvier 2022, le groupe annonce le limogeage de son DG Yves le Masne, et son remplacement par Philippe Charrier, président du conseil d'administration d'Orpea qui en devient ainsi le PDG, ce dernier « aura pour mission de garantir, sous le contrôle du conseil [d’administration], que les meilleures pratiques sont appliquées dans toute l’entreprise et de faire toute la lumière sur les allégations avancées »,. Le 2 février, Le Canard enchaîné révèle que Yves le Masne aurait vendu plus de 5 456 actions du groupe pour une somme de 588 157 euros en juillet 2021, soit trois semaines après avoir appris la préparation du livre à charge de Victor Castanet, et six mois avant la parution de l'ouvrage dans les librairies, ce qui « pourrait s'apparenter à un délit d'initié » ; l'Autorité des marchés financiers en aurait été informée par Yves le Masne le 4 août 2021,.
Le 4 février 2022, Yves le Masne réagit en réfutant tout délit d'initié à la suite des révélations du Canard enchaîné.
Le 14 février 2022, le parquet national financier annonce l'ouverture d'une enquête préliminaire pour délit d'initiés.
En mars 2022, Philippe Charrier nouveau PDG d'Orpea présente ses excuses, mais réfute tout « système organisé qui aboutirait à de la maltraitance » et  « regrette » que le rapport  administratif de l'IGF et IGAS « ne soit ni rendu public ni mis à disposition des parties prenantes »
Début mai 2022, alors que le groupe est en pleine tourmente, Laurent Guillot est nommé en tant que nouveau directeur général.
En décembre 2022, Orpea porte plainte contre son ancien directeur général Yves Le Masne, visant « des faits susceptibles de caractériser des infractions d'abus de bien sociaux ou de crédit de la société, d'abus de confiance,  complicité, recel, ou blanchiment ».
En janvier 2023, dans un entretien accordé au JDD rapporté par le Canard enchaîné, le nouveau directeur général Laurent Guillot déclare « nous avons écarté une trentaine de membres de la direction générale à la source des malversations et qui se sont enrichis personnellement ».

#### Réactions des actionnaires
Le 7 février, la société de gestion Mirova, troisième actionnaire répertorié d’Orpea avec 3,9 % de son capital, enjoint publiquement le groupe de maisons de retraite de ne pas attribuer de parachute doré à Yves Le Masne, le directeur général évincé.
Mirova appelle en outre à une transformation rapide d’Orpea en entreprise à mission. Grâce à ce dispositif créé par la loi Pacte du 22 mai 2019, une entreprise peut intégrer dans ses statuts des objectifs environnementaux et sociaux qu’elle se donne pour mission de poursuivre dans le cadre de son activité.

#### Extension des investigations
L'extension des investigations, révèle les pratiques de la centrale d'achats suisse (société Kauforg) du groupe Orpea visant à augmenter les profits redistribués sous forme de salaires complémentaires de la direction au détriment des résidents de toute l'Europe. La centrale est chargée des achats auprès de fournisseurs de produits alimentaires pour la France (jusqu'au 31 décembre 2020) et l’Europe. Kauforg avait à sa tête des cadres dirigeants d'Orpea qui avaient des contrats de travail à tiers temps pour la Suisse: le directeur de l'informatique, le directeur des achats et son adjoint. Selon un ancien directeur d'Orpea « Si on cumule les salaires annuels de ces trois cadres, on arrive à 211 000 journées repas. Pour un EHPAD de 80 pensionnaires, cela correspond à près de sept ans de budget de nourriture ». Le système est basé sur des commissions, des marges arrière, des prestations de service forcées. Des pratiques qui s'étendent aux fournisseurs de produits paramédicaux tel Bastide Le Confort Médical (BLCM). D'autres pratiques ont été relevées, la directrice de la décoration avait monté une société, Katlan, à laquelle des services de décorations étaient sous-traitées, la direction informatique prend des sous-traitants de services informatiques à une société, Beefirst, fondée et dirigée par l'épouse d'un directeur,.

### Suites judiciaires

#### Plainte pour discrimination syndicale
Début février 2022, trois syndicats (FO, CGT et CFDT) s'apprêtent à porter plainte pour discrimination syndicale, reprochant à la direction d'avoir privilégié un syndicat maison lors des dernières élections pour les représentants du personnel. Ainsi, avant le scrutin, certains tracts n'étaient par exemple pas glissés dans les enveloppes envoyées aux salariés. Parfois, les codes permettant de voter en ligne étaient envoyés à de mauvaises adresses quand il s'agissait de salariés proches de FO, de la CFDT ou de la CGT. Selon la CFDT, les élus et salariés proches du syndicat maison baptisé « Arc-en-ciel » bénéficiaient d'avantages, de primes, de formations ou de renouvellements de contrat. La CFDT a adressé une lettre à la ministre du Travail Élisabeth Borne lui demandant d'ouvrir une enquête sur le déroulement des élections des organisations syndicales dans le groupe Orpea, et sur le financement du syndicat « Arc-en-ciel ». Concernant l'absence d'indépendance de l'un des syndicats d'Orpea, le ministère précise que ce n'est pas de sa compétence, seul un juge judiciaire peut se prononcer sur cette question.
En juin 2022, la direction d'Orpea est attaquée pour collusion avec « Arc en ciel ». Selon les avocats de la CGT, de la CFDT et de FO,  le livre Les Fossoyeurs contient des éléments sur la manipulation des dirigeants d'Orpea pour assurer la majorité des voix à « Arc en ciel ». Ces éléments s'appuient sur des enregistrements et des témoignages de Camille Lamarche en  contrat d'alternance au sein de la direction des ressources humaines (DRH) d'Orpea de 2018 à 2019. La justice a annulé le 12 septembre 2022, les élections professionnelles de 2019 au sein du groupe d’EHPAD, reconnaissant de fait les soupçons de fraude au bénéfice du syndicat « maison », Arc-en-ciel.
Le 29 juin 2022, la CGT d’Orpea saisit la justice pour des « entraves au droit syndical », dénonçant  une « guerre d’usure » menée par la direction du groupe.

#### Plainte pour faux et usage de faux
Deux aides-soignantes non salariées par Orpea vont porter plainte contre Orpea pour faux et usage de faux, a indiqué leur avocate le 8 février 2022. Elles accusent Orpea d'avoir utilisé leur nom pour contourner la réglementation sur le recours aux CDD. Orpea est en effet soupçonné d'avoir présenté les plaignantes comme des employées du groupe en CDI qu'il fallait remplacer : Orpea pouvait ainsi avoir recours à des CDD de remplacement.

#### Plaintes de familles
Le 4 avril 2022, à la suite de plusieurs saisines dont celle de l'État, s'ajoutent les 80 plaintes de familles de résidents des EHPAD  déposées par l'avocate Sarah Saldmann auprès du parquet de Nanterre, l'avocate recueille depuis deux mois des centaines de cas de maltraitances et de négligences signalés par des familles de résidents du groupe, les plaintes déposées ne concernent que des faits récents (qui ne sont pas susceptibles d’être prescrits) de mise en danger de la vie d’autrui, non-assistance à personne en danger et, pour un tiers du total, homicides involontaires.

#### Enquête judiciaire
Le 28 avril 2022, à la suite du signalement du gouvernement et après l'enquête administrative diligentée par l’État, le parquet de Nanterre a ouvert une enquête sur le groupe Orpea soupçonné de maltraitance institutionnelle et de détournements de fonds publics. L’enquête porte également sur des plaintes déposées par l'avocate Sarah Saldmann au nom des familles.

#### Remboursement exigé par l'État
En août 2022, l'État somme Orpea de lui rembourser  55,8 millions d'euros. La direction indique qu'elle rembourserait « les sommes dont l'affectation était inadéquate » tout en remettant en cause le montant total : le groupe évoque en effet des « divergences d'appréciation » sur les sommes concernées et évoque de son côté un total de 5,7 millions d'euros.
Le 30 août 2022, Orpea se déclare prêt à payer 25,7 millions d'euros sur les 55,8 millions. S'il estime vouloir payer cette somme à l'euro près, le groupe conteste donc les 30,1 millions d'euros réclamés par la Caisse nationale de solidarité pour l'autonomie (CNSA). Cette somme correspond aux salaires de salariés du groupe embauchés en tant qu'aide-soignant sans en avoir les qualifications. La CNSA estime qu'elle n'a donc pas à payer pour ces rémunérations car il ne s'agit pas de personnel soignant, ce que conteste Orpea. Le groupe estime en effet que face à une pénurie de personnel soignant, il a été dans l'obligation d'embaucher des gens non qualifiés mais que leur rémunération doit dépendre de l'État puisqu'ils effectuent des tâches de soignant. Il précise que cette amende pourrait créer un précédent dévastateur pour le secteur de la santé puisqu'il s'agit d'une pratique courante et généralisée, faute de main-d'œuvre qualifiée disponible.
En novembre 2022, Orpea se résout à rembourser l’intégralité des montants, soit 55,8 millions d’euros, réclamé par la CNSA en lien avec les « financements irrégulièrement employés » et les « dotations publiques détournées de leur finalité au regard des textes en vigueur » mis en lumière  par le rapport des Inspections générales des finances (IGF) et des affaires sociales (IGAS) sur la gestion du groupe de 2017 à 2020.

#### Deux ex-dirigeants en détention
En juin 2023, accusés de malversations, les anciens directeur général, Yves Le Masne, et directeur financier Sébastien Mesnard, du groupe d’EHPAD privés  Orpea sont mis en détention provisoire après l’ouverture d’une information judiciaire pour abus de confiance, escroqueries, abus de biens sociaux, blanchiment en bande organisée et corruption.
Dans le cadre de l'information judiciaire ouverte en juin 2023 visant Orpea, des perquisitions sont menées en janvier 2024 simultanément en Belgique, au Luxembourg, en Suisse, en Italie, au Portugal et en France.

#### Ouverture d'une information judiciaire pour des actes de maltraitance institutionnelle
Le 8 janvier 2024, le parquet de Nanterre révèle avoir ouvert le 22 novembre 2023 une information judiciaire contre X dans le cadre des investigations visant le groupe privé gestionnaire d'EHPAD Orpea, soupçonné de maltraitance institutionnelle. Cette information judiciaire est ouverte pour « homicide involontaire, blessures involontaires, non-assistance à personne en danger et mise en danger d'autrui ». Elle fait suite à une enquête préliminaire à deux volets, l'un pour maltraitance institutionnelle et l'autre pour infractions financières, ouverte en avril 2022.